# Vallfartskyrkan i Wies
Vallfartskyrkan i Wies är en kyrkobyggnad i Steingaden i förbundslandet Bayern i Tyskland. Den ritades av arkitekten Dominikus Zimmerman och uppfördes åren 1746–1754. År 1983 uppsattes den på Unescos världsarvslista.